# Хлебное (Воронежская область)

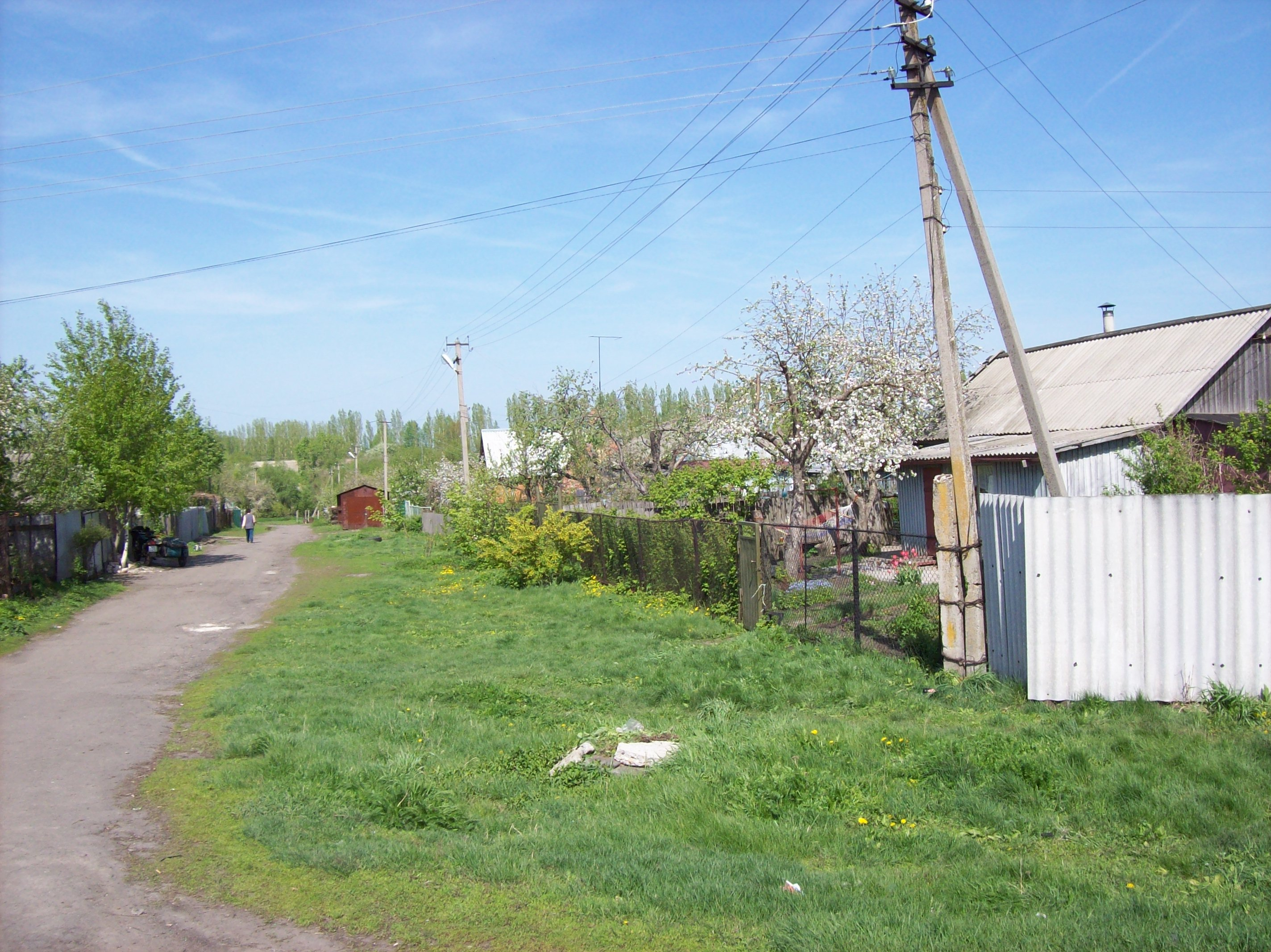
Одна из улиц в с. Хлебном

Хлебное — село в Новоусманском районе Воронежской области.
Является административным центром Хлебенского сельского поселения.

## География
Село расположено в центральной части Хлебенского сельского поселения, при прудах, устроенных на небольшой реке Суходолке — притоке р. Хава.

### Климат
Климат умеренно континентальный. Количество осадков колеблется от 500 до 650 мм ртутного столба. Населенный пункт располагается в лесостепной зоне.

## История
Основано в 1806 году как усадьба с конным заводом братьями Василием и Яковом Тулиновыми. Тогда же, на р. Суходолке был устроен каскад из прудов, высажен небольшой парк, выстроены корпуса конного завода. После смерти братьев Тулиновых, конезавод перешёл к одному из сыновей — Василию Яковлевичу Тулинову. Сбыт лошадей производился главным образом московскому купцу Гарденину, поставщику лошадей на придворную конюшню.
В 1859 году в селе было 17 дворов, в которых проживал 271 человек. После смерти В. Я. Тулинова с 1886 года владелицей конного завода стала его вдова Е. П. Тулинова, а с 1889 г. — его племянница, баронесса Екатерина Сергеевна фон дер Ропп, урождённая Шванвич.
В 1900 году в 64 дворах Хлебного проживало 492 жителя, преимущественно работавших на конном заводе.
В настоящее время усадьба сохранилась практически в первоначальном виде, в её состав входят: пруды, парк, дом управляющего (начала XX века), господский дом начала XIX века (перестроен под клуб), здание конюшен с зимним манежем и разъездными тамбурами (начала XIX века), служебные и хозяйственные постройки, жилые дома XIX — начала XX веков. Территорию усадьбы с запада и юга ограничивают пруды, с севера — сельская улица.
После революции конезавод был национализирован и в январе 1922 года исполком Воронежского уезда принял решение о создании в селе животноводческого совхоза конезавода № 11 «Культура», который работал до 2005 года. На этом заводе разводили лошадей русской рысистой породы. Рядом с селом расположен памятник природы «Степь конного завода».
В 1972 году при помощи конезавода № 11 в селе была создана секция верховой езды (для этой цели были куплены лошади арабской, терской и буденовской породы).
В 2007 году в Хлебном проживало 839 человек.

## Транспорт
Добраться до с. Хлебного можно на автобусе с Левобережного автовокзала Воронежа. Маршрут «Воронеж — 11 Конезавод».

## Виды села

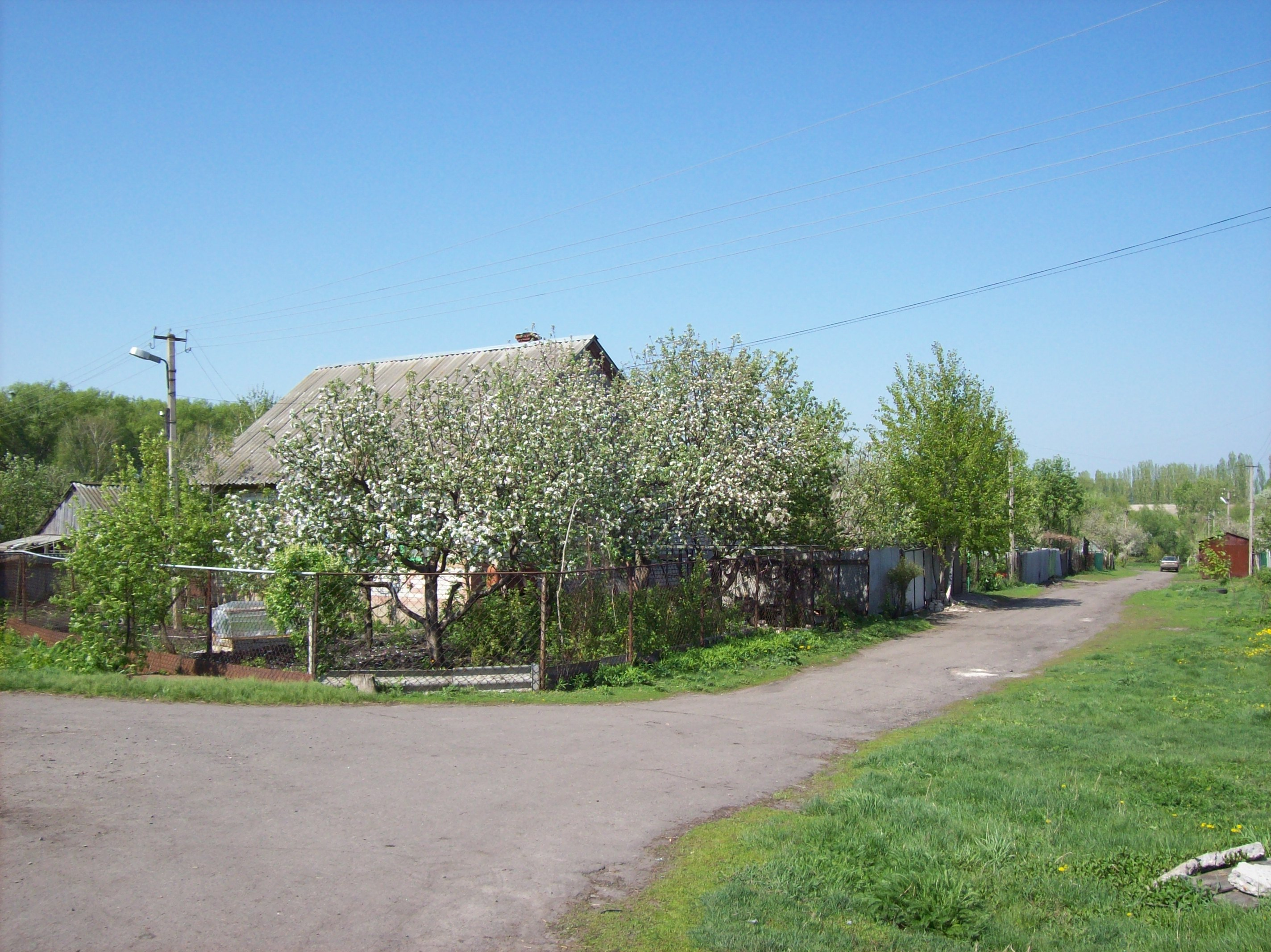
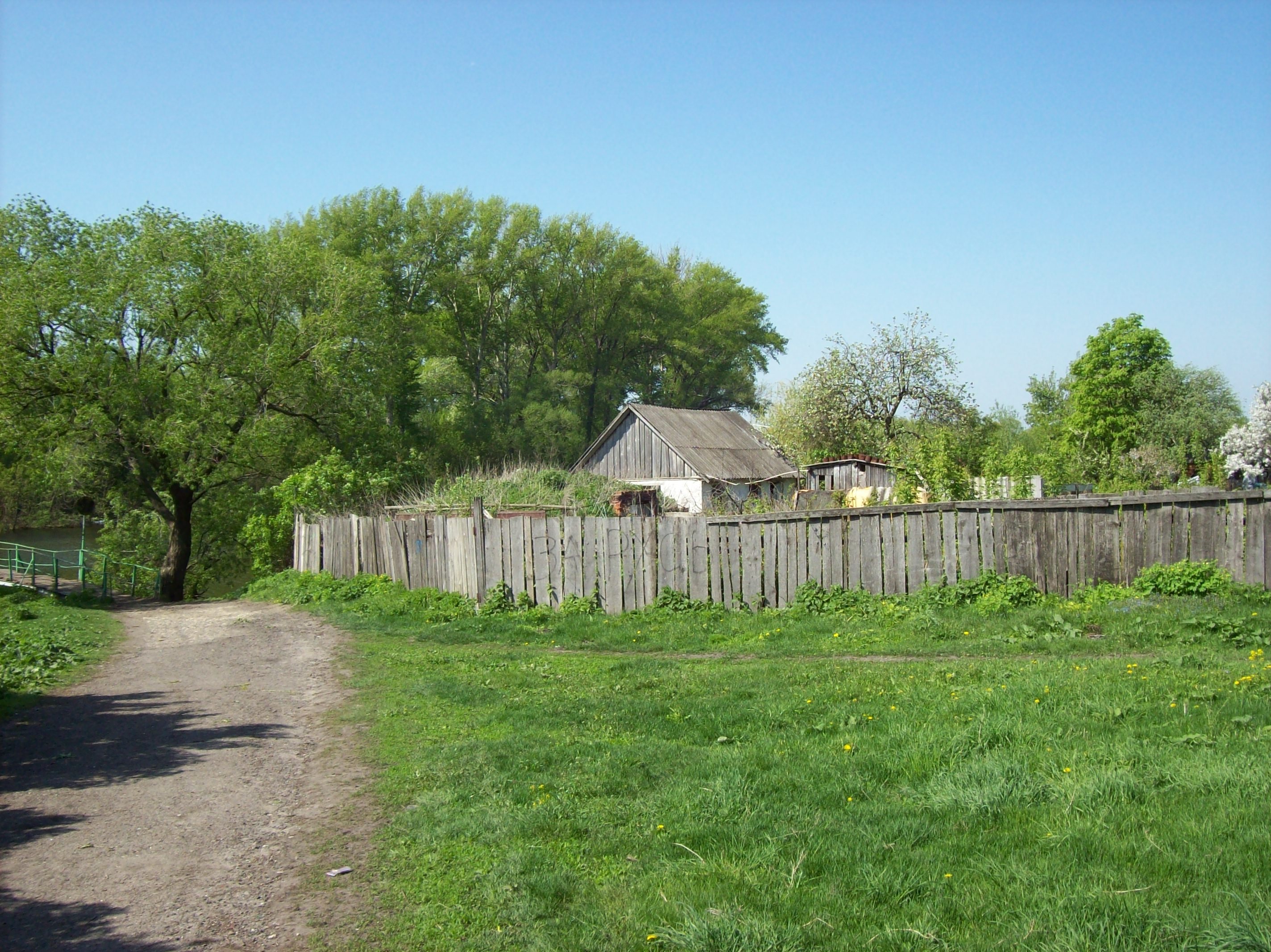
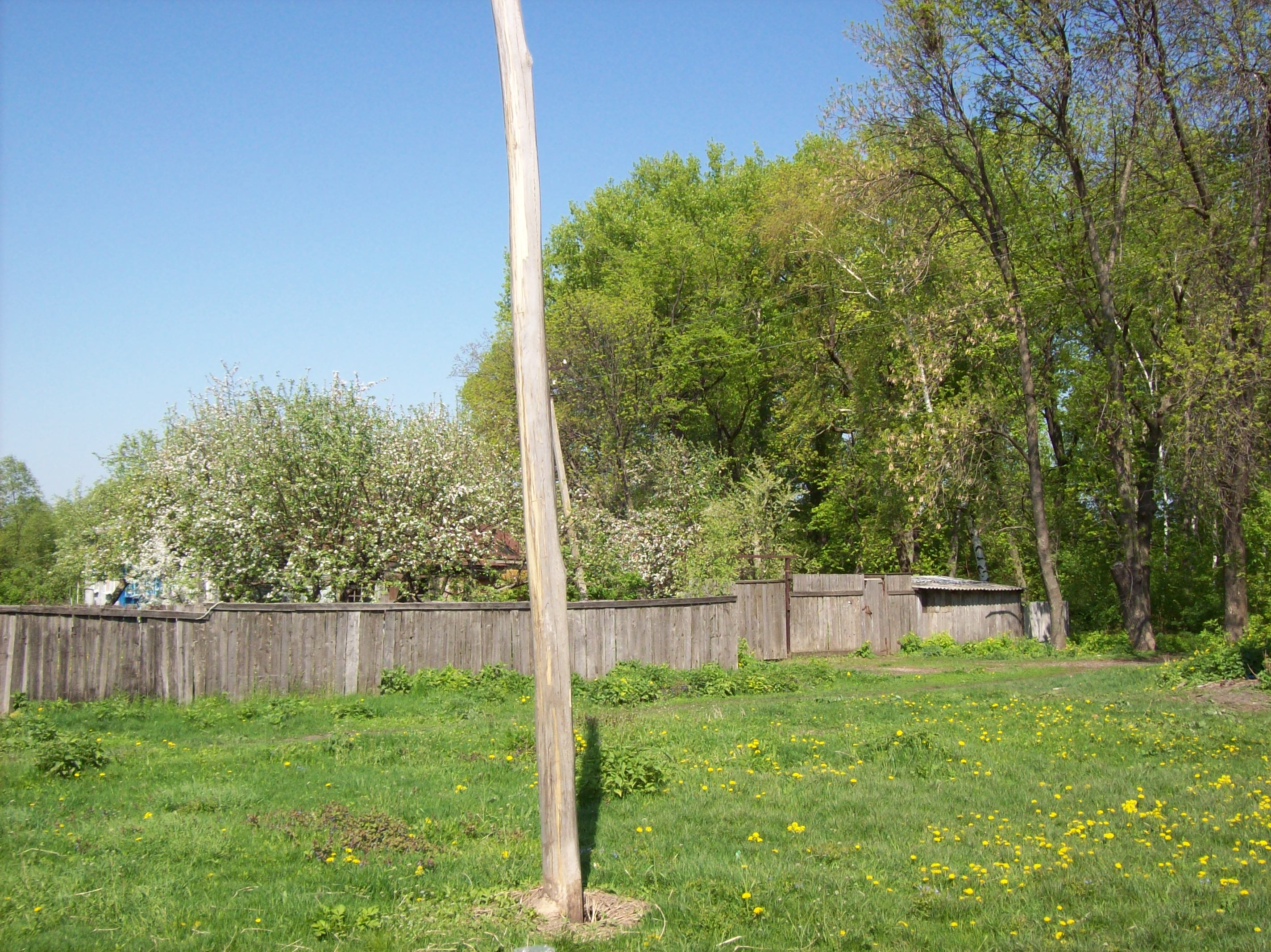
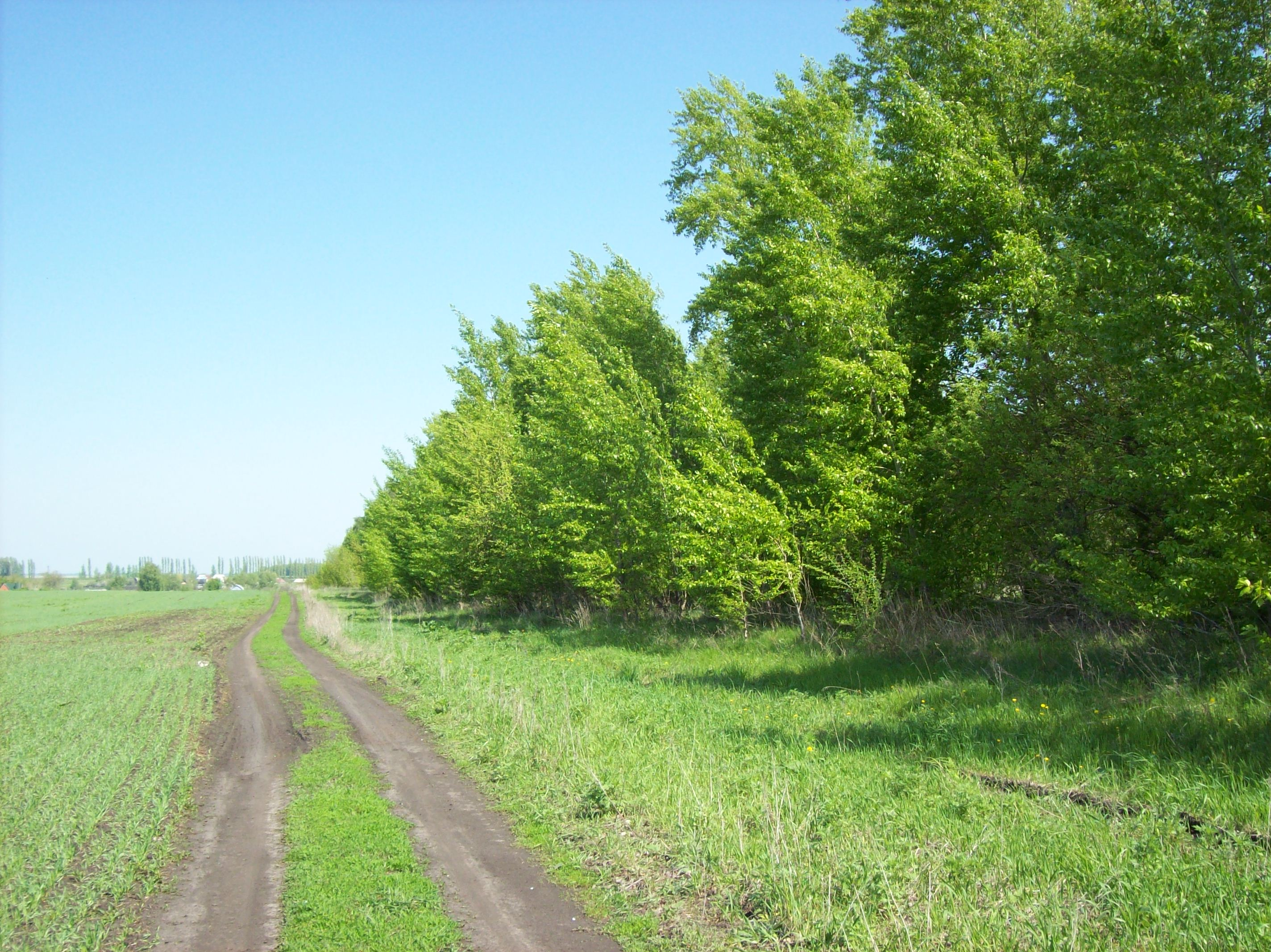
Лесопосадка
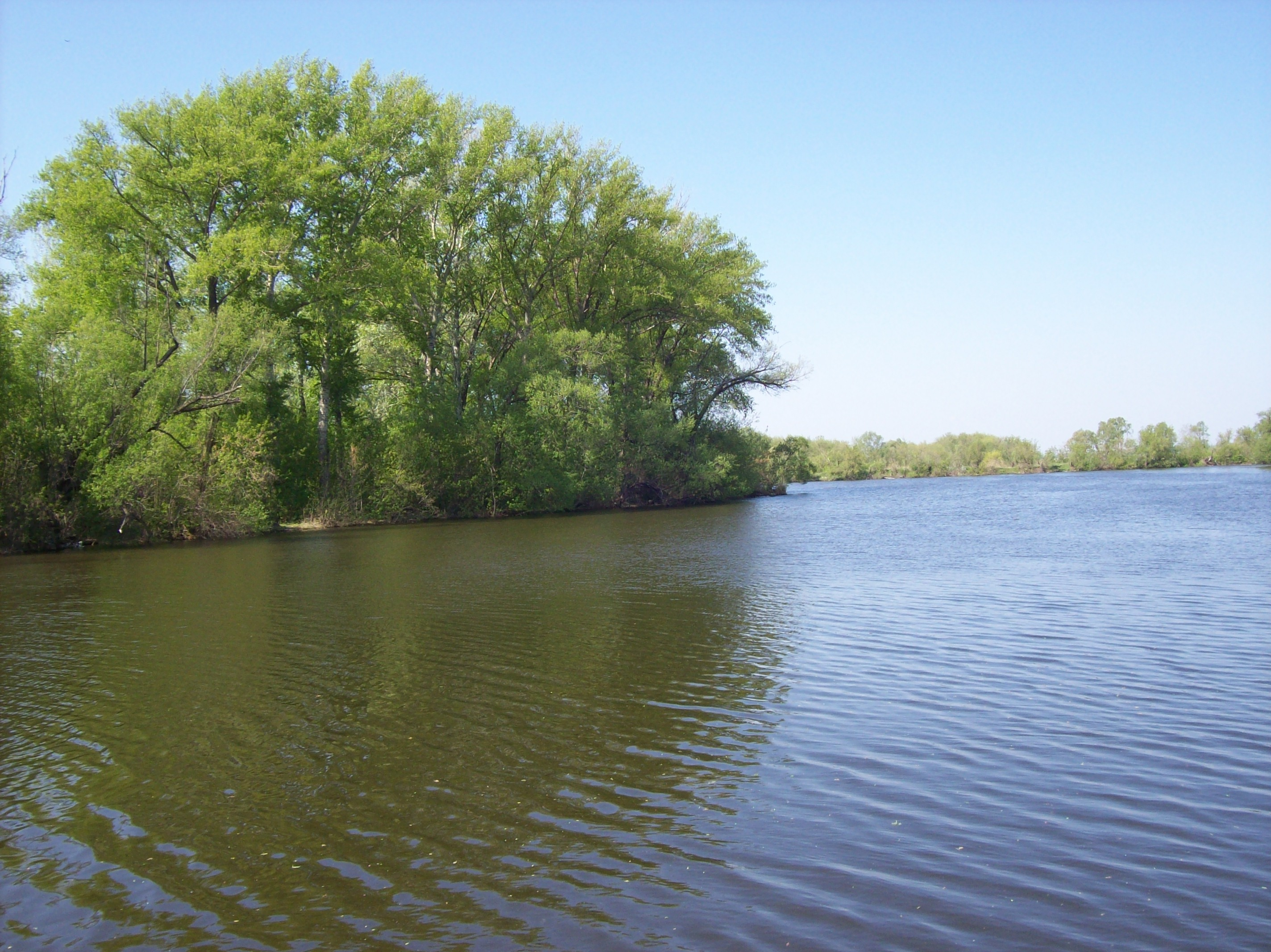
Пруд
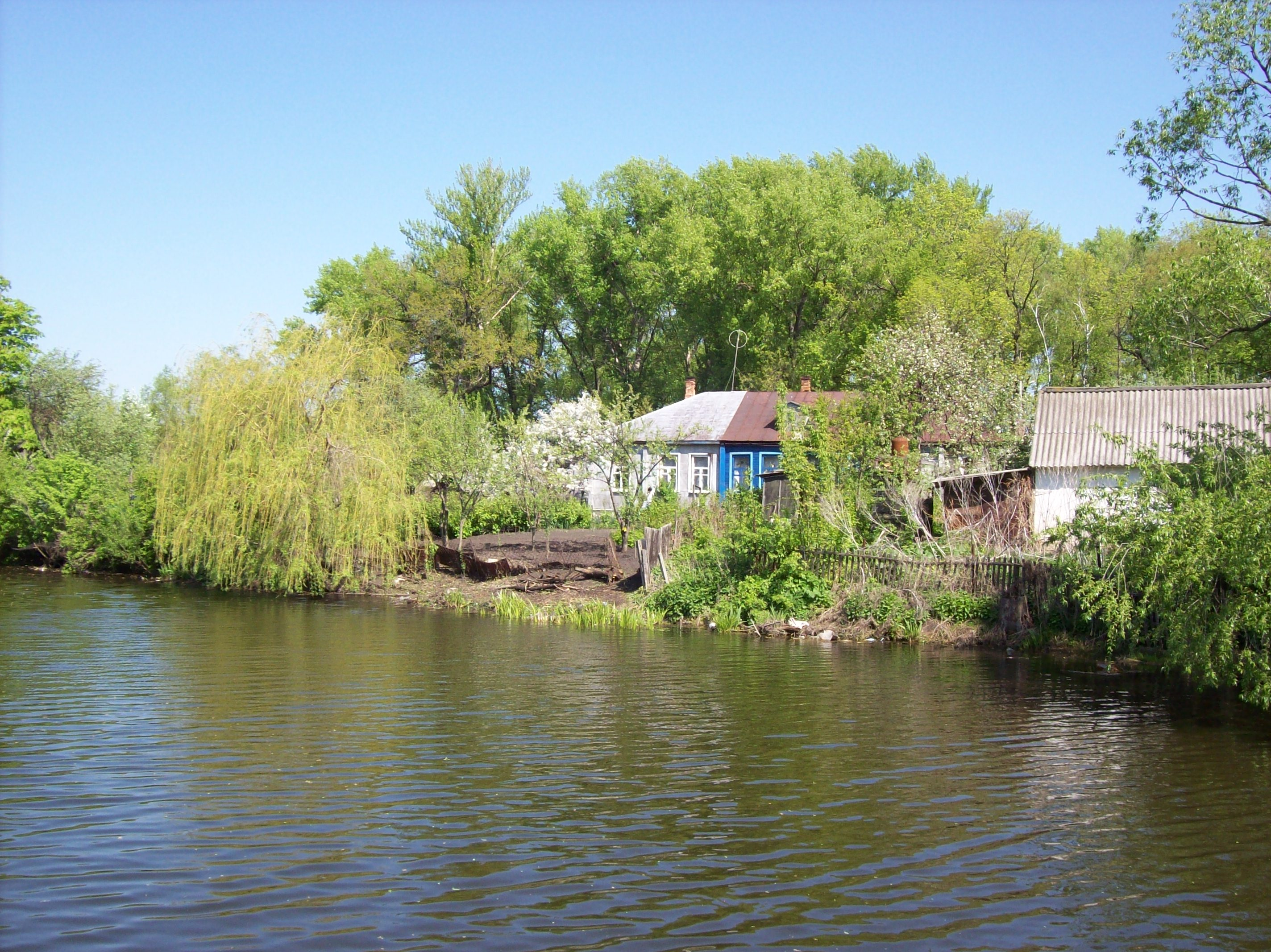
Постройки у пруда
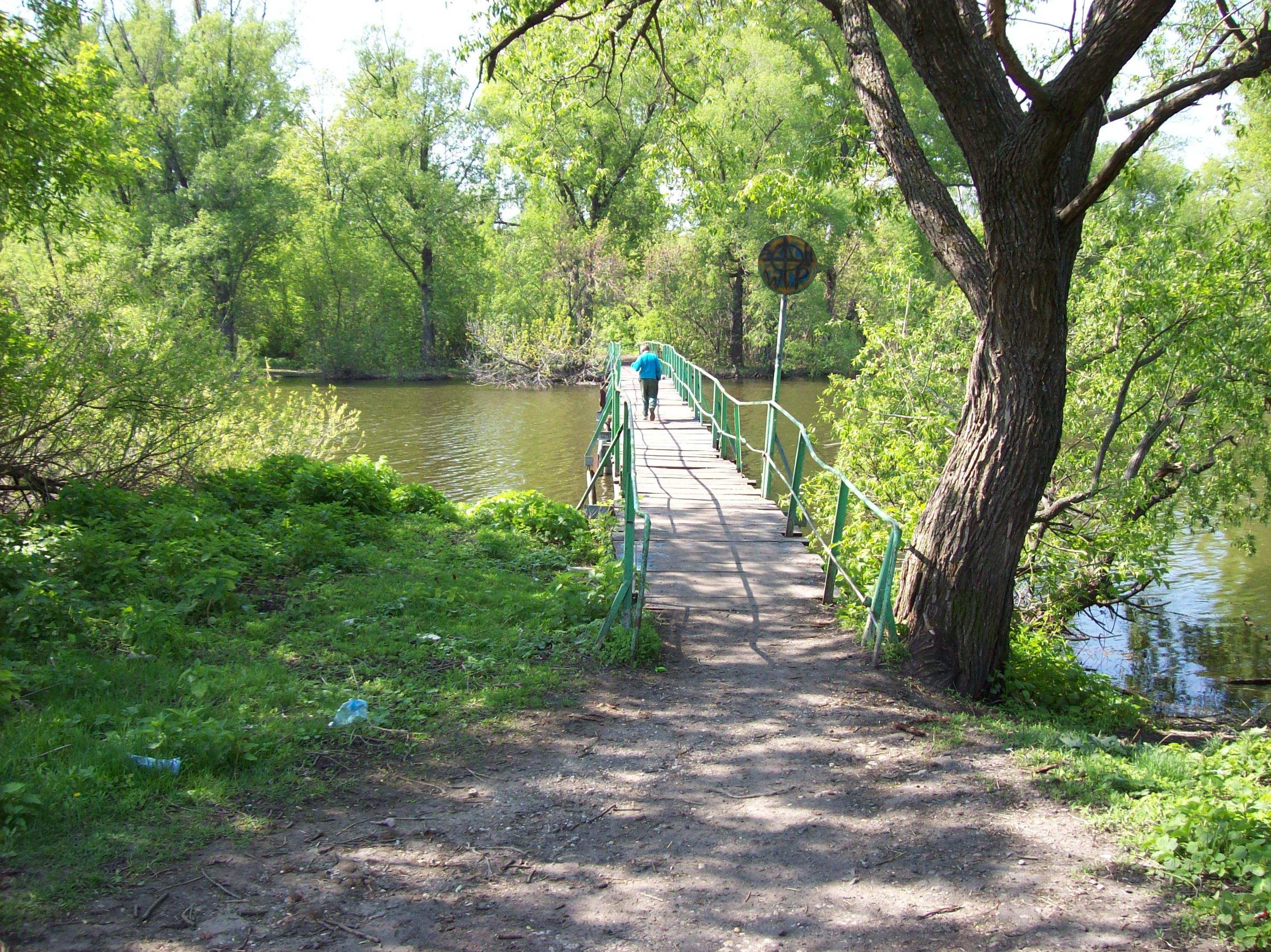
Старый мостик через пруд
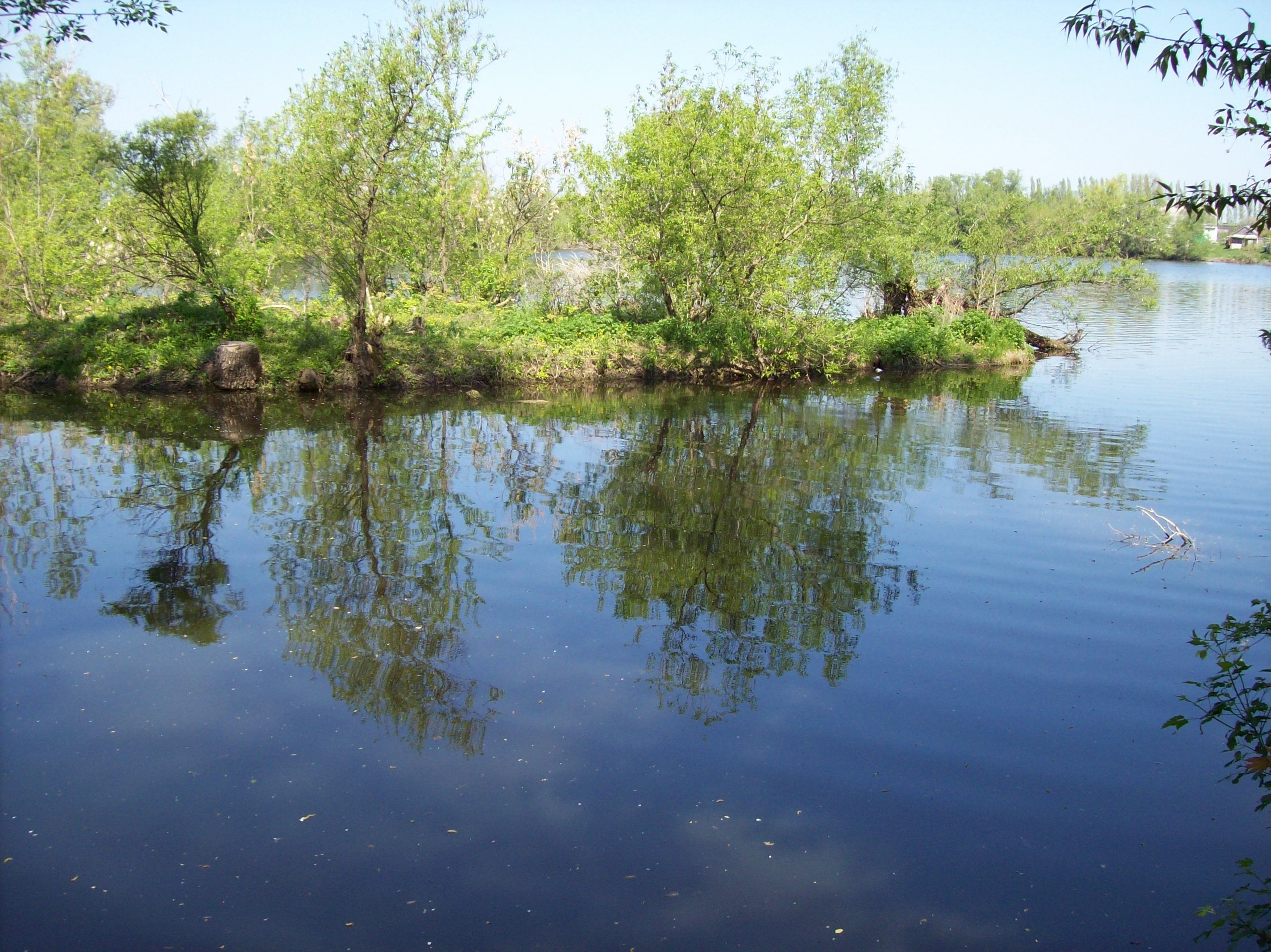
Островки на пруду
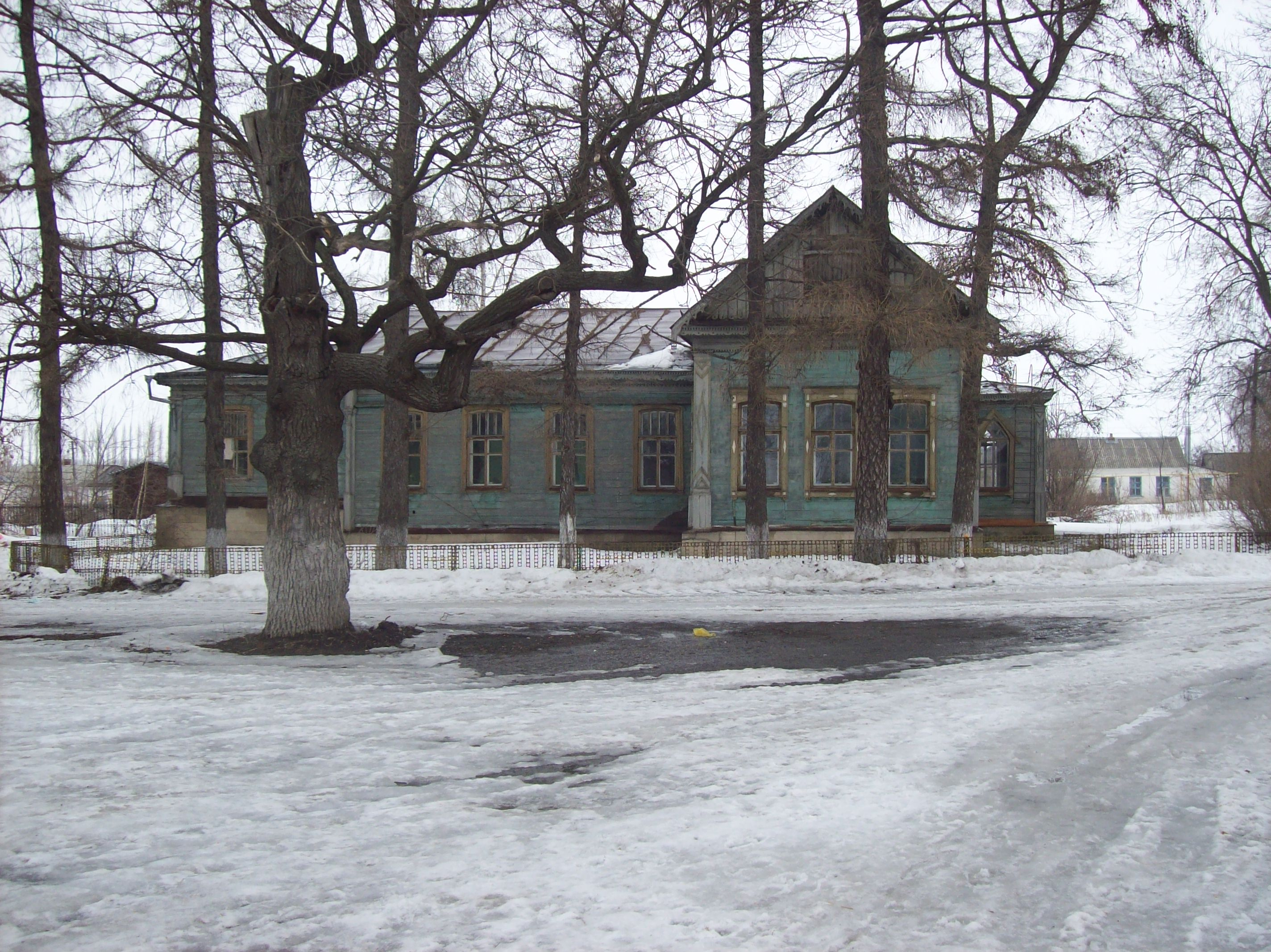
Старинный дом в марте